# Komodo (ajedrez)
Komodo es un motor de ajedrez UCI (Interfaz de Ajedrez Universal) desarrollado por Don Dailey, Mark Lefler y el GM Larry Kaufman. Es un programa comercial pero las versiones antiguas (de 8 años o más) son gratuitas.
Komodo es el ganador de las temporadas cinco, siete y ocho del TCEC (campeonato no oficial de los mejores motores de ajedrez).